# Соревнования «Дружба-84» по волейболу

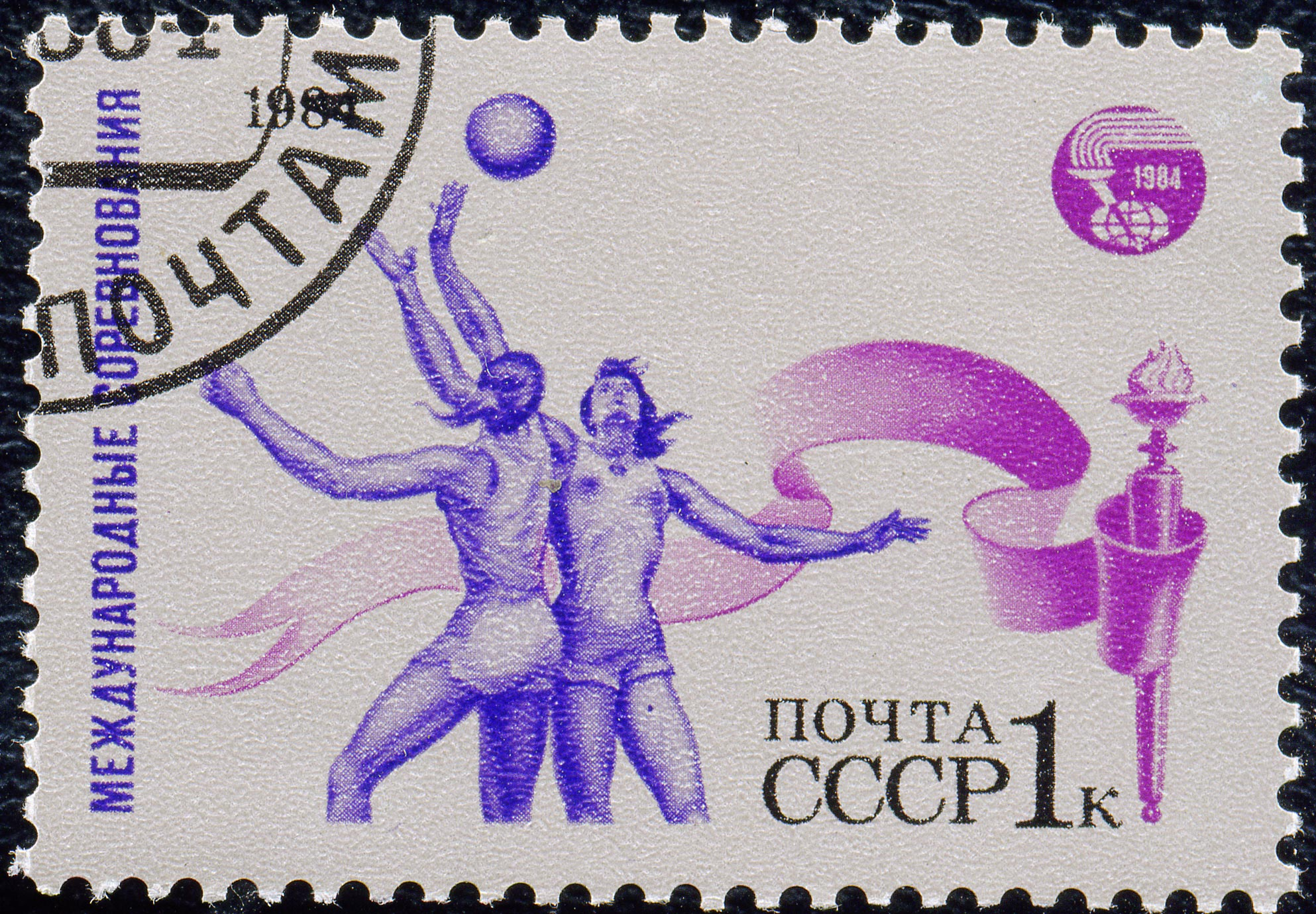
Почтовая марка, посвящённая соревнованиям «Дружба-84» по волейболу

Волейбольные турниры в рамках серии международных соревнований Дружба-84 проходили в 1984 году с 6 по 12 июля в Варне (Болгария) среди женских национальных сборных команд и с 18 по 23 августа в Гаване (Куба) среди мужских национальных сборных команд. Чемпионские титулы выиграли у мужчин сборная СССР, у женщин — сборная Кубы.

## Команды-участницы

### Мужчины
Болгария, Венгрия, Куба, Польша, СССР, Чехословакия.
Сборные СССР, Польши, Кубы и Болгарии ранее квалифицировались в состав участников волейбольного турнира Игр XXIII Олимпиады. Эти четыре команды, а также сборные Венгрии и Чехословакии стали участницами мужского волейбольного турнира «Дружба-84».

### Женщины
Болгария, Венгрия, ГДР, КНДР, Куба, Нидерланды, Польша, СССР, Франция, Чехословакия.
В мае—июне 1984 года объявили о своём неучастии в Играх XXIII Олимпиады ранее квалифицировавшиеся в состав участников женского волейбольного турнира СССР, Куба и ГДР. Сборные этих трёх стран, национальные команды ряда других социалистических государств (Болгарии, Венгрии, КНДР, Польши, Чехословакии), а также Нидерландов и Франции стали участницами женского волейбольного турнира «Дружба-84».

## Система проведения турнира

### Мужчины
6 команд-участниц турнира провели однокруговой турнир, по результатам которого были определены итоговые места.

### Женщины
10 команд-участниц турнира на предварительном этапе были разбиты на две группы. Участниками плей-офф за 1—4-е места стали по две лучшие команды из групп. Итоговые 5—8-е места также по системе плей-офф разыграли команды, занявшие в группах 3—4-е места. Итоговые 9—10-е места разыграли худшие команды групп.

## Результаты

### Мужчины
18—23.08.1984. Гавана (Куба)
| М | Команда      | 1   | 2   | 3   | 4   | 5   | 6   | И | В | П | С/П  | О  |
| - | ------------ | --- | --- | --- | --- | --- | --- | - | - | - | ---- | -- |
| 1 | СССР         |     | 3:2 | 3:1 | 3:1 | 3:1 | 3:0 | 5 | 5 | 0 | 15:5 | 10 |
| 2 | Куба         | 2:3 |     | 3:2 | 3:0 | 3:0 | 3:0 | 5 | 4 | 1 | 14:5 | 9  |
| 3 | Польша       | 1:3 | 2:3 |     | 3:1 | 3:1 | 3:0 | 5 | 3 | 2 | 12:8 | 8  |
| 4 | Чехословакия | 1:3 | 0:3 | 1:3 |     | 3:1 | 3:0 | 5 | 2 | 3 | 8:10 | 7  |
| 5 | Болгария     | 1:3 | 0:3 | 1:3 | 1:3 |     | 3:0 | 5 | 1 | 4 | 6:12 | 6  |
| 6 | Венгрия      | 0:3 | 0:3 | 0:3 | 0:3 | 0:3 |     | 5 | 0 | 5 | 0:15 | 5  |

18 августа: Польша — Болгария 3:1 (16:14, 15:12, 12:15, 15:6); СССР — Чехословакия 3:1 (15:5, 10:15, 15:9, 15:13); Куба — Венгрия 3:0 (15:11, 15:6, 15:11).
19 августа: Польша — Венгрия 3:0 (15:5, 15:3, 16:14); СССР — Болгария 3:1 (16:14, 15:8, 10:15, 15:8); Куба — Чехословакия 3:0 (15:13, 15:5, 15:7).
20 августа: Куба — Польша 3:2 (15:13, 14:16, 15:7, 9:15, 15:6); Чехословакия — Болгария 3:1 (15:8, 9:15, 15:9, 15:9); СССР — Венгрия 3:0 (15:4, 15:13, 15:6).
22 августа: СССР — Польша 3:1 (17:15, 15:3, 16:14, 15:7); Чехословакия — Венгрия 3:0 (15:12, 15:1, 15:8); Куба — Болгария 3:0 (15:8, 15:8, 15:4).
23 августа: Болгария — Венгрия 3:0 (15:9, 15:3, 15:13); Польша — Чехословакия 3:1 (11:15, 15:8, 15:7, 15:4); СССР — Куба 3:2 (15:12, 6:15, 15:8, 10:15, 15:7).

### Женщины
6—12.07.1984. Варна (Болгария)

#### Предварительный этап
Группа A
| М | Команда      | 1   | 2   | 3   | 4   | 5   | И | В | П | С/П  | О |
| - | ------------ | --- | --- | --- | --- | --- | - | - | - | ---- | - |
| 1 | КНДР         |     | 3:0 | 2:3 | 3:0 | 3:0 | 4 | 3 | 1 | 11:3 | 7 |
| 2 | ГДР          | 0:3 |     | 3:1 | 3:0 | 3:0 | 4 | 3 | 1 | 9:4  | 7 |
| 3 | Болгария     | 3:2 | 1:3 |     | 3:1 | 3:0 | 4 | 3 | 1 | 10:6 | 7 |
| 4 | Франция      | 0:3 | 0:3 | 1:3 |     | 3:0 | 4 | 1 | 3 | 4:9  | 5 |
| 5 | Чехословакия | 0:3 | 0:3 | 0:3 | 0:3 |     | 4 | 0 | 4 | 0:12 | 4 |

6 июля: Болгария — Франция 3:1 (15:9, 15:13, 8:15, 16:14); ГДР — Чехословакия 3:0 (15:5, 15:1, 15:6).
7 июля: Франция — Чехословакия 3:0 (15:10, 15:6, 15:10); Болгария — КНДР 3:2 (15:10, 12:15, 15:9, 9:15, 15:9).
8 июля: КНДР — Чехословакия 3:0 (15:4, 15:7, 15:11); ГДР — Франция 3:0 (15:5, 15:8, 15:4).
9 июля: КНДР — ГДР 3:0 (15:8, 15:10, 16:14); Болгария — Чехословакия 3:0 (15:9, 15:13, 15:11).
10 июля: ГДР — Болгария 3:1 (11:15, 15:13, 15:13, 15:5); КНДР — Франция 3:0 (15:4, 15:12, 15:2).
Группа B
| М | Команда    | 1   | 2   | 3   | 4   | 5   | И | В | П | С/П  | О |
| - | ---------- | --- | --- | --- | --- | --- | - | - | - | ---- | - |
| 1 | Куба       |     | 3:2 | 3:1 | 3:1 | 3:0 | 4 | 4 | 0 | 12:4 | 8 |
| 2 | СССР       | 2:3 |     | 3:0 | 3:0 | 3:0 | 4 | 3 | 1 | 11:3 | 7 |
| 3 | Венгрия    | 1:3 | 0:3 |     | 3:1 | 3:1 | 4 | 2 | 2 | 7:8  | 6 |
| 4 | Польша     | 1:3 | 0:3 | 1:3 |     | 3:1 | 4 | 1 | 3 | 5:10 | 5 |
| 5 | Нидерланды | 0:3 | 0:3 | 1:3 | 1:3 |     | 4 | 0 | 4 | 2:12 | 4 |

6 июля: СССР — Польша 3:0 (15:4, 15:2, 15:13); Куба — Нидерланды 3:0 (15:1, 15:2, 15:7).
7 июля: Польша — Нидерланды 3:1 (15:11, 15:3, 10:15, 15:0); Куба — Венгрия 3:1 (15:17, 15:6, 15:6, 15:8).
8 июля: СССР — Нидерланды 3:0 (15:3, 15:7, 15:10); Венгрия — Польша 3:1 (15:13, 12:15, 15:12, 15:12).
9 июля: СССР — Венгрия 3:0 (15:1, 15:5, 15:8); Куба — Польша 3:1 (12:15, 15:11, 15:5, 15:9).
10 июля: Куба — СССР 3:2 (15:13, 15:10, 12:15, 8:15, 15:8); Венгрия — Нидерланды 3:1 (13:15, 15:6, 15:4, 15:4).

#### Матч за 9-е место
11 июля
Нидерланды — Чехословакия 3:1 (15:9, 15:13, 1:15, 15:11)

#### Плей-офф
Полуфинал за 1—4 места
11 июля
СССР — КНДР 3:1 (15:13, 15:8, 2:15, 15:6)
Куба — ГДР 3:0 (15:10, 16:14, 15:4)
Полуфинал за 5—8 места
11 июля
Болгария — Польша 3:2 (15:10, 7:15, 15:13, 6:15, 15:6)
Венгрия — Франция 3:1 (15:5, 4:15, 16:14, 15:9)
Матч за 7-е место
12 июля
Польша — Франция 3:0 (15:12, 15:8, 15:5)
Матч за 5-е место
12 июля
Болгария — Венгрия 3:1 (15:11, 12:15, 15:12, 15:8)
Матч за 3-е место
12 июля
ГДР — КНДР 3:0 (15:7, 15:8, 15:10)
Финал
12 июля
Куба — СССР 3:1 (15:8, 14:16, 15:5, 15:6)

## Итоги

### Положение команд

#### Мужчины
| СССР            |
| Куба            |
| Польша          |
| 4. Чехословакия |
| 5. Болгария     |
| 6. Венгрия      |

#### Женщины
| Куба             |
| СССР             |
| ГДР              |
| 4. КНДР          |
| 5. Болгария      |
| 6. Венгрия       |
| 7. Польша        |
| 8. Франция       |
| 9. Нидерланды    |
| 10. Чехословакия |

### Призёры

#### Мужчины
СССР: Вячеслав Зайцев, Александр Савин, Павел Селиванов, Юрий Панченко, Александр Сапега, Владимир Шкурихин, Александр Сороколет, Олег Смугилёв, Альберт Дилленбург, Ярослав Антонов, Александр Иванов, Виктор Артамонов. Главный тренер — Вячеслав Платонов.
  Куба.
  Польша: Вацлав Голец, Войцех Джизга, Збигнев Зелиньский, Мариан Кардас, Вальдемар Каспшак, Иренеуш Клос, Анджей Мартынюк, Влодзимеж Налязек, Ежи Павелек, Яцек Рыхлицкий, Кшиштоф Стефанович, Рышард Юрек.

#### Женщины
Куба: И.Авесада, Ана Мария Гарсия, Нэнси Гонсалес, Жозефина Капоте, Норка Латамблет Додино, Л.Мартинес, Жозефина О’Фаррилл, Мерседес Помарес, Л.Савон, Р.Серрано, Мирея Луис Эрнандес, Т.Эрнандес. Тренер — Эухенио Хорхе Лафита.
  СССР: Любовь Козырева, Елена Волкова, Ирина Кириллова, Весма Айстере, Ольга Позднякова, Валентина Огиенко, Елена Чебукина, Ольга Кривошеева, Татьяна Шаповалова, Елена Кундалева, Ирина Ризен, Вера Бондарь. Главный тренер — Владимир Паткин.
  ГДР: Майке Артль, Моника Бой, Грит Йенсен, Рамона Ландграф, Хайке Леман, Карла Мюгге, Уте Ольденбург, Ариане Радфан, Андреа Хайм, Катрин Хайдрих, Мартина Шварц, Дёрте Штюдеман.